# Березовка (Стерлітамацький район)
Бере́зовка (рос. Берёзовка, башк. Берёзовка) — присілок у складі Стерлітамацького району Башкортостану, Росія. Входить до складу Куганацької сільської ради.
Населення — 3 особи (2010; 27 в 2002).
Національний склад:
- росіяни — 41%
- чуваші — 41%